# Ладжі Даєр
Йосефо Веревоу (англ. Lagi Dyer, нар. 16 квітня 1972) — фіджійський футболіст, який грав на позиції нападника.

## Футбольна кар'єра
Ладжі Даєр розпочав виступи на футбольних полях у 2004 році в складі команди «Рева», в якій виступав аж до закінчення виступів на футбольних полях у 2008 році.
У 2004—2008 роках Ладжі Даєр грав у складі національної збірної Фіджі. У складі збірної брав участь у Кубок націй ОФК 2004 року та Кубку націй ОФК 2008 року.